# سرنجیانه
سرنجیانه، روستایی از توابع بخش ییلاق شهرستان قروه در استان کردستان ایران است. در۱۲کیلومتری جنوب شهردهگلان درمسیرجاده اصلی دهگلان کامیاران واقع است. از شرق به روستای باشماق از جنوب به روستاهای کلکه وبلبان آباد از غرب به روستاهای چراغ آباد وسیس وازشمال به روستاهای مبارک ابادوتازه آباد چراغ آباد متصل است.

## جمعیت
این روستا در دهستان ایلان جنوبی قرار دارد و جمعیت آن ۱۵۰۰ نفر (۳۷۰خانوار) بوده‌است.

## محصولات
بیشتر مردم این روستا به کشاورزی و دامداری مشغول هستند.محصولات کشاورزی آنها عمدتا گندم و نخود است و محصولات درختی آن بیشتر  بادام و سیب است.

## مردم
مردم این روستا به زبان کردی صحبت می کنند و بیش از ۹۰ درصد جمعیت این روستا باسواد و سنی مذهب هستند.